# Burmathele biseriata
Burmathele, Burmathelidae
Famille
Genre
Espèce
Burmathele biseriata, unique représentant du genre fossile Burmathele et  de la famille fossile des Burmathelidae, est une espèce fossile d'araignées mésothèles.

## Répartition
Cette espèce a été découverte dans de l'ambre de Birmanie datant du Cénomanien inférieur (Crétacé supérieur),

## Publication originale
- (en) Wunderlich, « New and rare fossil spiders (Araneae) in mid Cretaceous amber from Myanmar (Burma), including the description of new extinct families of the suborders Mesothelae and Opisthothelae as well as notes on the taxonomy, the evolution and the biogeography of the Mesothelae », Beiträge zur Araneologie, 2017, vol. 10, p. 72–279.